# Дан дьо Моркл
Дан дьо Моркл (на френски Dent de Morcles) се нарича първият (тоест най-югозападният) връх на Бернските Алпи. Той внушително се извисява над долината на Рона, която около него прави остър завой и се насочва към Женевското езеро. Поради тази особеност той ясно се вижда от Лозана и от други точки по брега на езерото. С него започва масивът Мювран, който достига своята кулминация при връх Гран Мювран.
Върхът се състои от две връхни точки - Голям Дан дьо Моркл (2969 м) и Малък Дан дьо Моркл (2929 м). От северната страна се намира малкият ледник Мартинет - набразден от впечатляващи пукнатини, заобиколен от отвесни стени по няколко стотин метра. От южната лежи също така малкото езеро Фюли. На височина 2610 м е изградена автоматична метеорологична станция за измерване на валежите.
Дан дьо Моркл не е лесен за изкачване, но дарява успелите с едни от най-красивите гледки в Алпите.